# 鳥見神社 (柏市泉)
鳥見神社（とりみじんじゃ）は、千葉県柏市の神社。

## 歴史
創建年代は不明である。ただ「伊津美神社」の扁額や古軸を所蔵していることから、それなりの古さを誇る神社であることが推測される。
1856年（安政3年）に神祇管領長上より「鳥見神社」の官位を受けた。
現在の本殿は1769年（明和6年）に建てられたものである。1956年（昭和31年）に茅葺の屋根を銅板葺に改装した。

## 交通アクセス
- 路線バス泉停留所より徒歩4分。